# Одуванчик
Одува́нчик (лат. Taráxacum) — род многолетних травянистых растений семейства Астровые, или Сложноцветные (Asteraceae). Типовой вид рода — Одуванчик лекарственный — хорошо известное растение с розеткой прикорневых листьев и крупными ярко-жёлтыми соцветиями-корзинками из язычковых цветков. В ненастную погоду и на ночь корзинка закрывается. На вершине вытянутого носика семянки имеется множество волосков, с их помощью плод одуванчика может перелетать в воздушных потоках на большие расстояния.

## Этимология названия
Родовое название лат. Taráxacum происходит от латинизации арабского названия этого растения (араб. طرخشقون‎ ṭaraḵšaqūn), заимствованного в свою очередь из пехл. tarrag-ī škōhān («трава бедняков»), названного так потому, что его едят лишь во время голода.

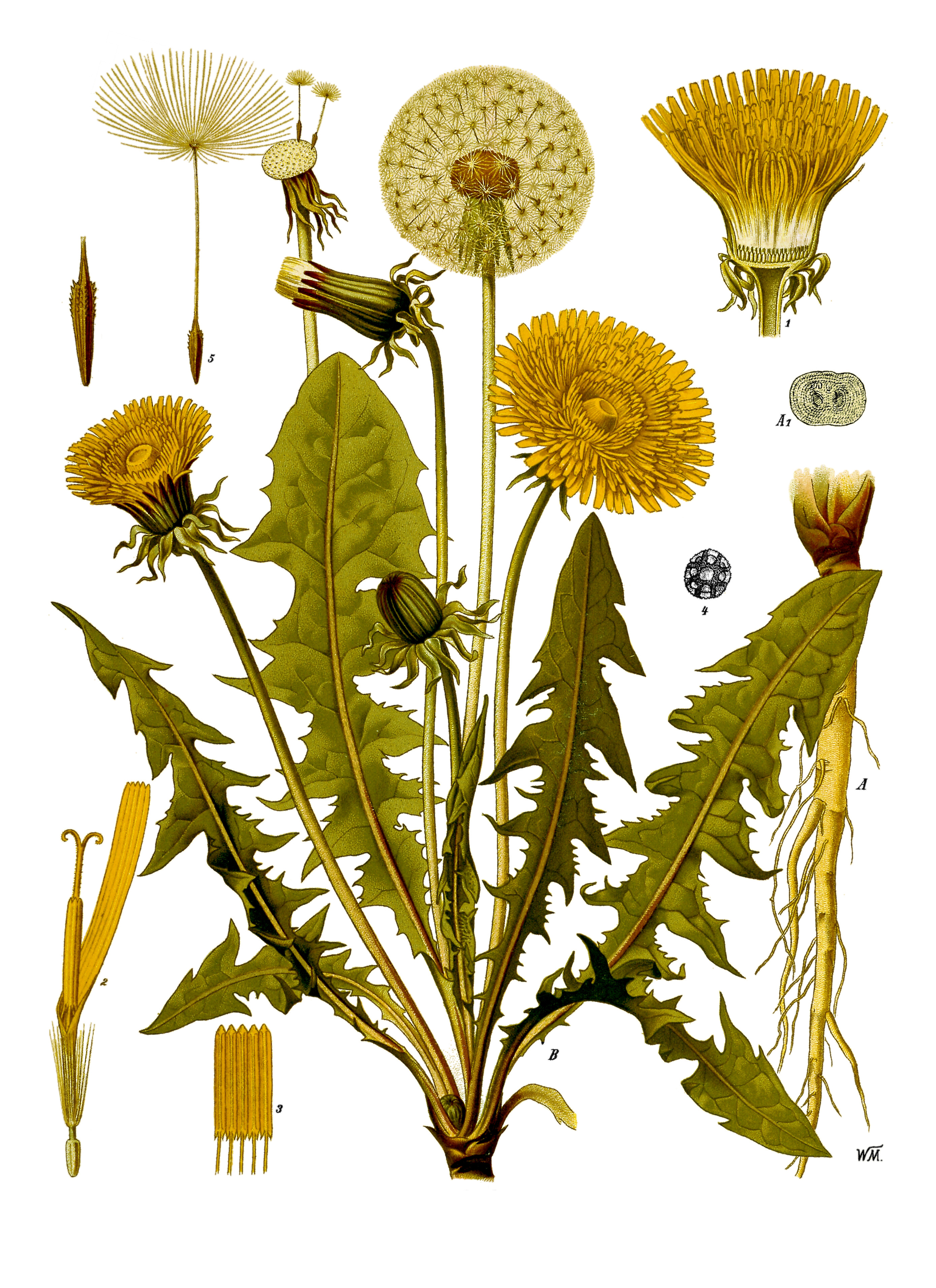
Одуванчик лекарственный.

Литературное одуванчик — одно из многих названий этого общеизвестного растения. В. И. Даль приводит форму без уменьшительного суффикса одуван. Слово образовано с суффиксом -ан (активным в северо-восточных и уральских говорах) от глагольной формы оду́ть, равной литературному обдуть. В этом названии отражается особенность растения — его опушённые семянки сносятся ветром или лёгким дуновением.

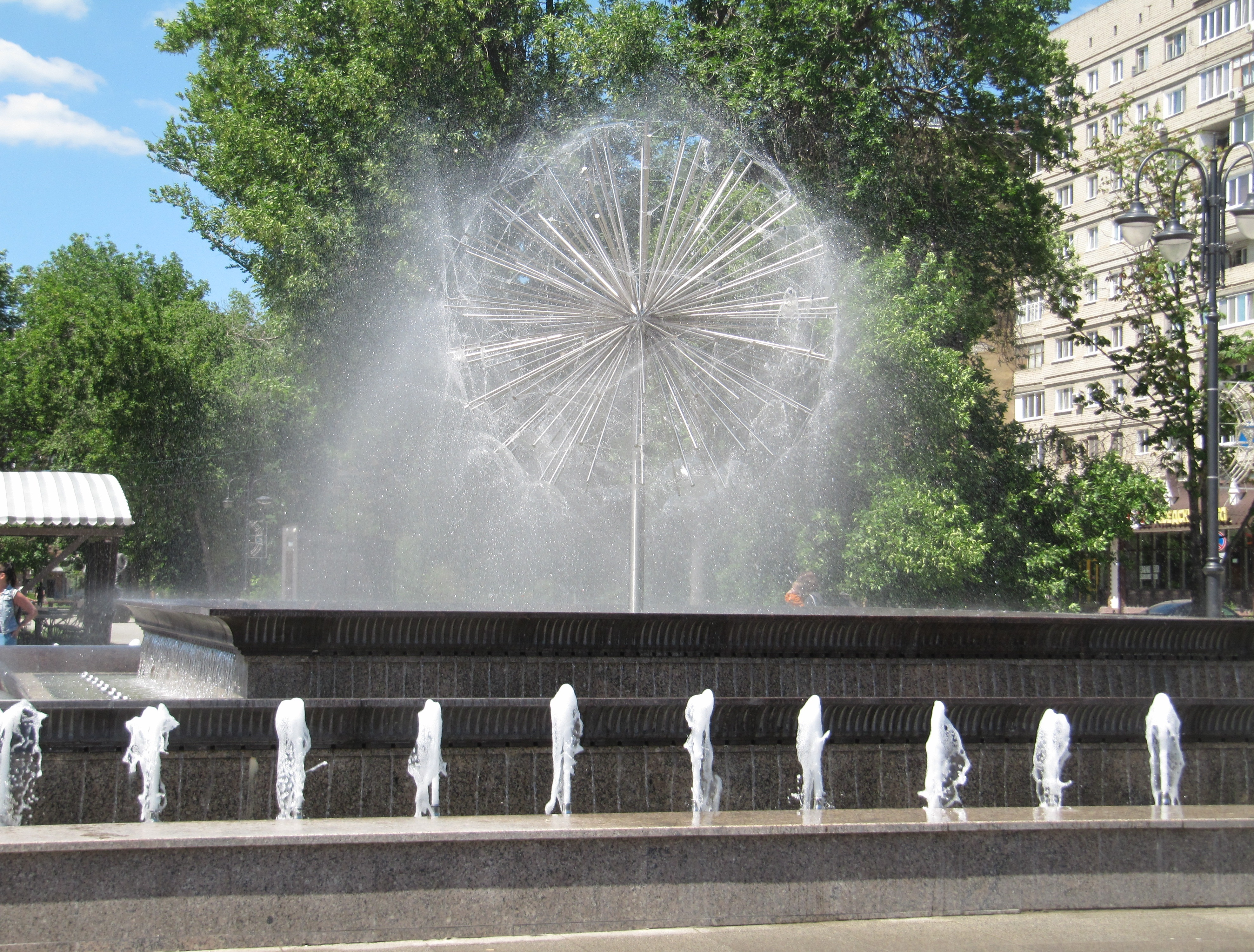
Фонтан Одуванчик, Саратов

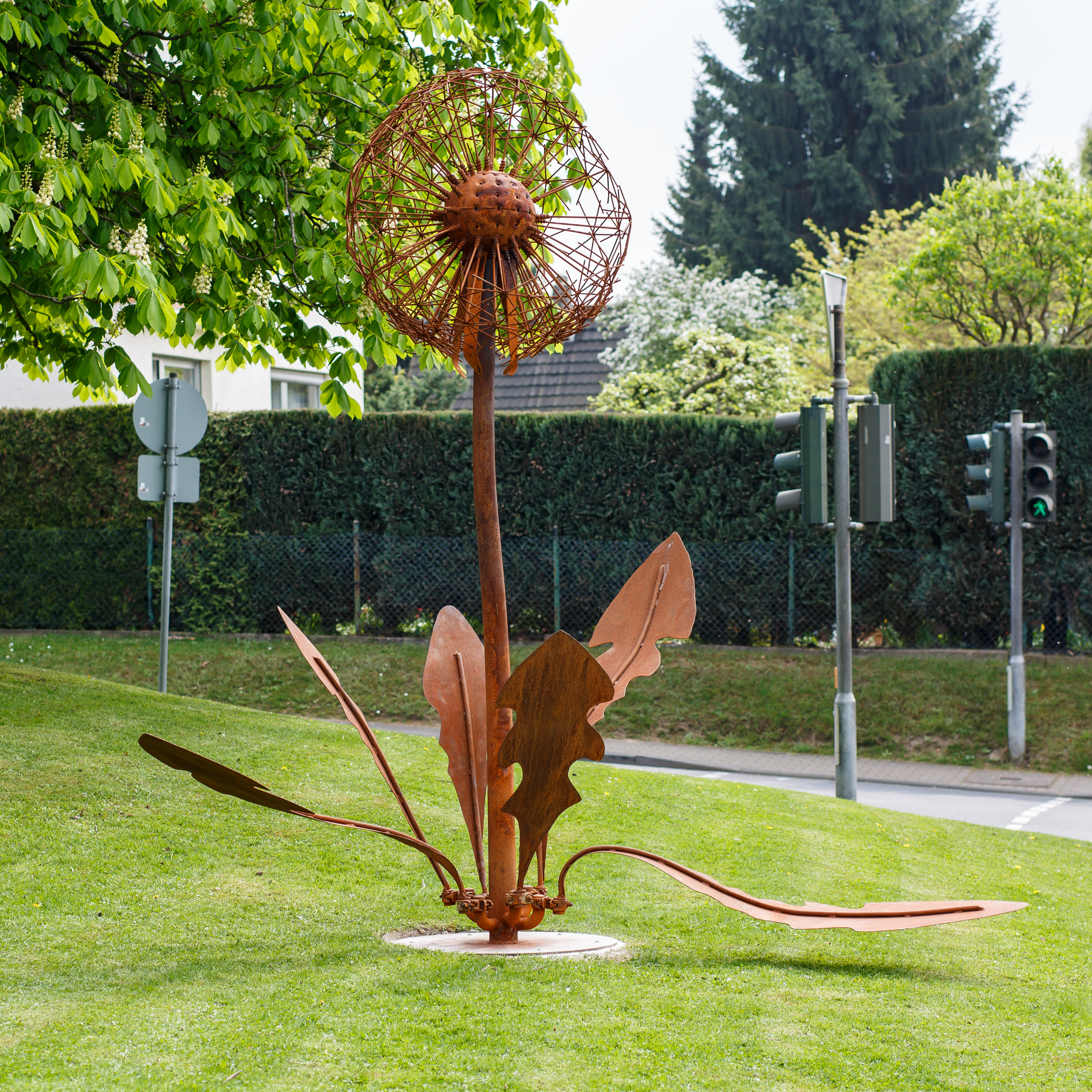
«Одуванчик». Скульптура Робина Курки. Рёсрат, Германия

## Биологическое описание

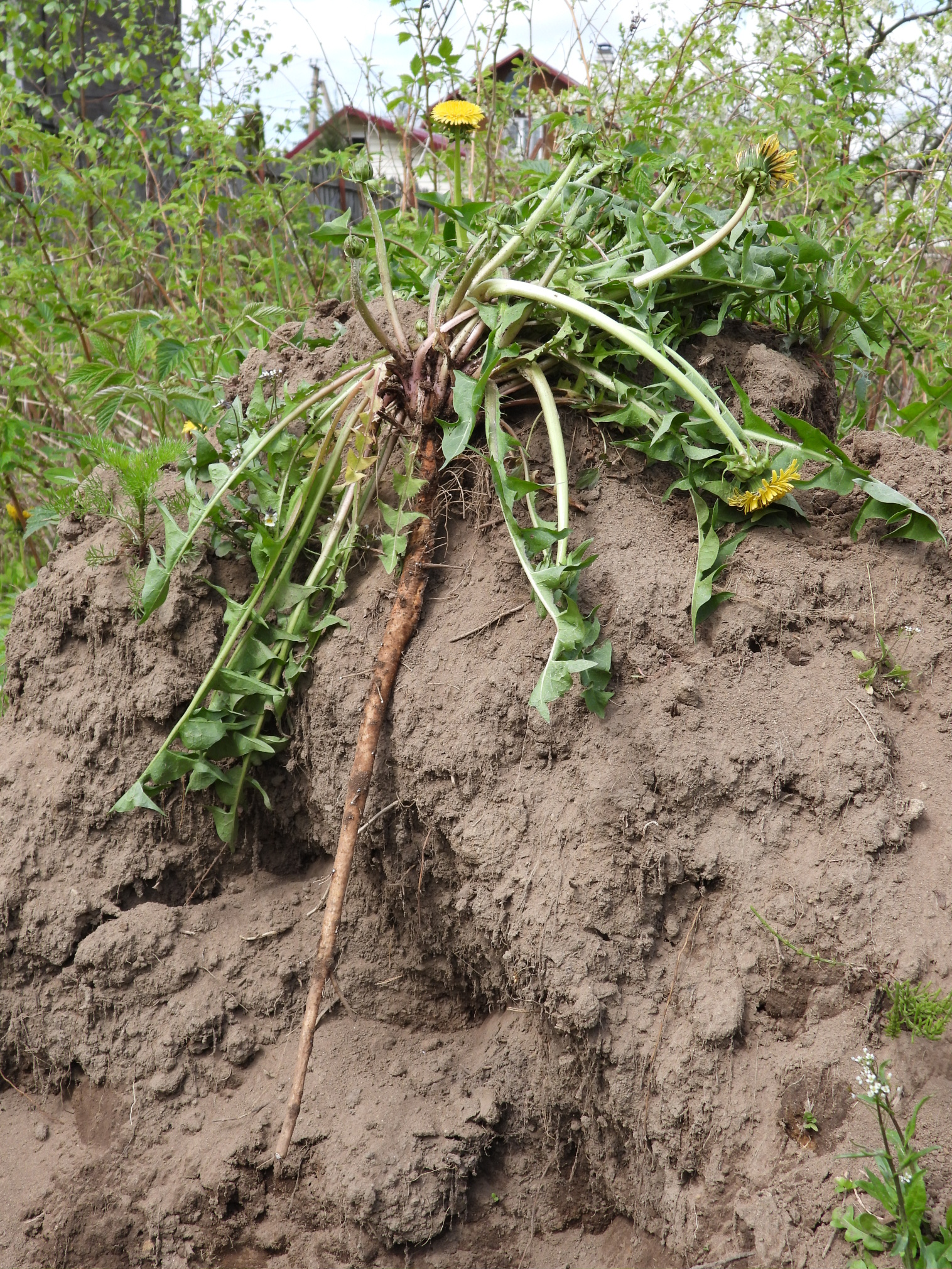
Корневая система одуванчика

Одуванчик — растение с ветвистым стержневым корнем толщиной до 2 см и длиной от 20 до 60 см, в верхней части переходящим в короткое многоглавое корневище.
Листья все в прикорневой розетке, от почти параллельных земле до прямостоячих, у некоторых видов на черешке, пластинка в очертании продолговатая, обратнояйцевидная, обратноланцетная или линейно-обратноланцетная, цельная, перисто-лопастная или перисто-рассечённая, с обеих сторон голая или же, в редких случаях, слабо волосистая.
Цветоносные стрелки в числе от одной до десяти и более, прямостоячие или приподнимающиеся, полые, несущие одиночные, реже разветвлённые корзинки, голые или с опушением в верхней части. Подчашие сохраняющееся, из, как правило, 8—18 прицветников от широкояйцевидной до ланцетной формы, расположенных в двух — трёх рядах. Обёртка колокольчатая или цилиндрически-колокольчатая, обычно с двумя — тремя рядами 7—25 листочков, оттопыренными во время цветения, смыкающимися во время созревания плодов и растопыренными после созревания. Цветки по 20—150 в корзинке, все язычковые, как правило, жёлтого цвета, у некоторых видов зеленоватые, кремовые, белые, розовые. Пыльники обычно жёлтые или жёлто-кремовые, рыльца жёлтые, зеленоватые, реже сероватые или черноватые.
Распространены во внетропических областях обоих полушарий, за исключением высокогорных районов и Арктических широт. В России распространены более 300 видов. Видовое многообразие объясняется наличием для многих видов апомиксиса. Часто встречается как сорное растение на газонах, реже в посевах. Растёт на лугах, на лесных полянах, склонах гор, в степях, вдоль дорог, в парках, садах, на огородах. Ископаемые семена Taraxacum tanaiticum были обнаружены в плиоцене на юге России.
Все части растения содержат густой белый млечный сок.
Цветёт одуванчик в зависимости от климата местности: в марте — апреле, в средней полосе России в середине мая — начале июня, плодоносит семянками с белым хохолком с конца апреля до июня.

## Одуванчик как сорняк
Многие виды одуванчика — злостные сорняки, борьба с которыми затруднительна. На отрезках корней образуются придаточные побеги и боковые корни. Способность к регенерации очень высока по окончании плодоношения растений, а во время фаз бутонизации и цветения она подавлена. Поэтому участки земли, засорённые одуванчиком, рекомендуется обрабатывать режущими орудиями в фазу бутонизации.

## Хозяйственное применение

### Употребление в пищу
С давних времён одуванчики употреблялись в пищу различными народами. Они были хорошо известны древним египтянам, грекам и римлянам и использовались в традиционной китайской медицине более тысячи лет. Растение использовалось в качестве еды и лекарства, как коренными американцами, так и первыми поселенцами на Американском континенте. Одуванчики, вероятно, прибыли в Северную Америку на корабле Мейфлауэр как лекарственное растение.

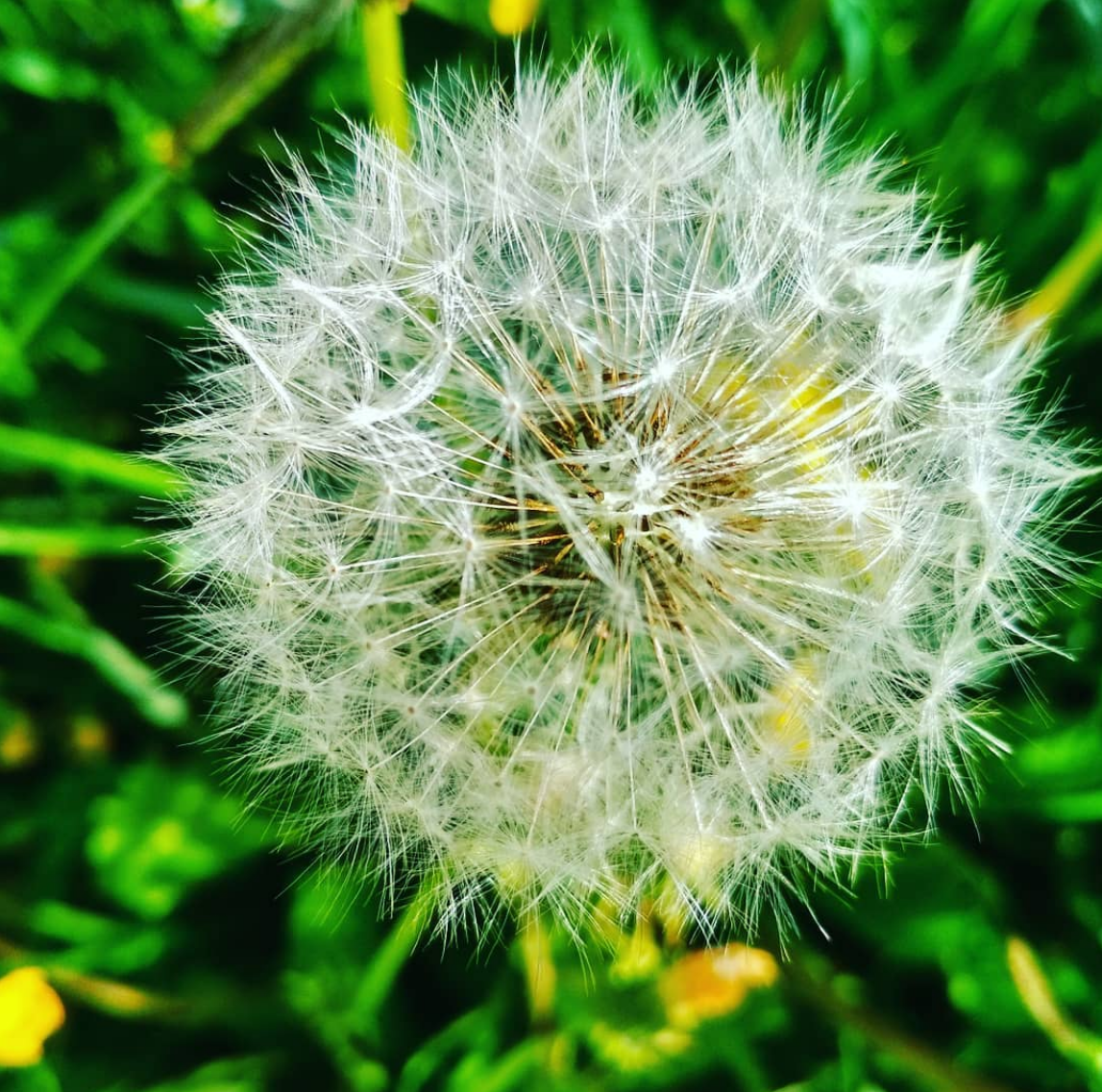
Созревший одуванчик (Бурятия)

Его молодые листья и стебли, содержащие каротиноиды и витамин В2, практически лишены горечи и потому часто используются для приготовления салатов и супов. Зрелые листья перед употреблением вымачивают в подсоленной воде, чтобы убрать горечь.
Из сушёных корней готовят «одуванчиковый кофе», из цветков одуванчика варят варенье и делают вино, из раскрывшихся бутонов готовят «одуванчиковый мёд».
Корень одуванчика лекарственного (лат. Radix Taraxaci), накапливающего осенью до 40 % инулина, используют в качестве лекарственного сырья. Сушёный корень применяют в виде отвара, густого экстракта как горечь для усиления секреции пищеварительных желёз и как жёлчегонное средство, укрепляющее и оздоравливающее печень. Настойка корня одуванчика возбуждает аппетит, обладает спазмолитическими, слабительными и кровоочистительными свойствами.

### Медицина
В России чаще других встречается Одуванчик лекарственный (Taraxacum officinale), листья которого содержат железо, кальций, фосфор, калий, витамины A, B, C, E, гликозиды (тараксацин, тараксацерин), тритерпеновые спирты, белки (5 %) и некоторые другие соединения. По содержанию фосфора листья одуванчиков превосходят зелень обычных листовых овощей.

### Косметика
Одуванчик пользуется популярностью и в народной косметике: маска из его свежих листьев питает, увлажняет и омолаживает кожу, а настой цветков отбеливает веснушки и пигментные пятна.

### Цветонос
Одуванчик — ценный весенний пыльценос и медонос, даёт пчёлам поддерживающий взяток в течение 10—15 дней. Мёд из нектара одуванчиков золотисто-жёлтого или тёмно-янтарного цвета, густой консистенции, с сильным ароматом и резким неприятным горьковатым вкусом, быстро кристаллизуется крупнозернистой садкой. Пыльца-обножка — оранжевого цвета.

### Каучуконос
В корнях некоторых видов одуванчиков содержится каучук. Два вида одуванчиков — Коксагыз (Taraxacum koksaghyz) и Крымсагыз (Taraxacum hybernum) — прежде культивировали как каучуконосы. В корнях кок-сагыза — эндемика восточного Тянь-Шаня — содержится до 20 % высококачественного каучука. На настоящий момент этот промысел полностью вытеснен искусственным каучуком, однако есть и новые предложения по разведению каучуконосных одуванчиков.

### Прочее
Одуванчик — корм для домашних грызунов, в том числе кроликов и хомяков.

## Таксономия
Taraxacum F.H.Wigg., nom. cons., 1780, Prim. Fl. Holsat. 56.
Род Одуванчик относится к семейству Астровые (Asteraceae) порядка Астроцветные (Asterales). Кладограмма в соответствии с Системой APG IV по состоянию на июнь 2023 года:
|  |                                      |  |                                   |                                   |                    |  | ещё 10 семейств |                |                |                                                                   |
|  |                                      |  |                                   |                                   |                    |  |                 |                |                | 2477 подтвержденных видов и 412 таксонов, ожидающих подтверждения |
|  |                                      |  |                                   | порядок Астроцветные              |                    |  |                 |                | род Одуванчик  |                                                                   |
|  |                                      |  |                                   | порядок Астроцветные              |                    |  |                 |                | род Одуванчик  |                                                                   |
|  | отдел Цветковые, или Покрытосеменные |  |                                   |                                   | семейство Астровые |  |                 |                |                |                                                                   |
|  | отдел Цветковые, или Покрытосеменные |  |                                   |                                   |                    |  |                 |                |                |                                                                   |
|  |                                      |  | ещё 63 порядка цветковых растений | ещё 63 порядка цветковых растений |                    |  |                 | ещё 1787 родов | ещё 1787 родов |                                                                   |
|  |                                      |  |                                   | ещё 63 порядка цветковых растений |                    |  |                 |                | ещё 1787 родов |                                                                   |

### Виды
В зависимости от классификации в роде одуванчиков выделяется свыше двух тысяч апомиктических микровидов, и около семидесяти так называемых «крупных», или сборных. Некоторые ботаники придерживаются более узкого взгляда и принимают всего около 60 видов.
Один из видов одуванчика, Одуванчик белоязычковый (Taraxacum leucoglossum), занесён в Красную книгу России.
Некоторые виды
- Taraxacum acricorne Dahlst. — Одуванчик равнолопастный
- Taraxacum alatum H.Lindb. — Одуванчик крылатый
- Taraxacum albescens Dahlst. — Одуванчик беловатый
- Taraxacum angustisectum H.Lindb. — Одуванчик узкорассечённый
- Taraxacum angustisquameum Dahlst. ex H.Lindb. — Одуванчик узкочешуйный
- Taraxacum assurgens Markl. — Одуванчик приподнимающийся
- Taraxacum aurosulum H.Lindb. — Одуванчик ушковатый
- Taraxacum bessarabicum (Hornem.) Hand.-Mazz. — Одуванчик бессарабский
- Taraxacum canoviride Puol. — Одуванчик серо-зелёный
- Taraxacum commixtum G.E.Haglund — Одуванчик смешиваемый
- Taraxacum cordatum Palmgr. — Одуванчик сердцевидный
- Taraxacum crassipes H.Lindb. — Одуванчик толстоножковый
- Taraxacum crispifolium H.Lindb. — Одуванчик курчаволистный
- Taraxacum croceiflorum Dahlst. — Одуванчик шафранноцветковый
- Taraxacum curvilobatum Sahlin — Одуванчик изогнутолопастный
- Taraxacum dahlstedtii H.Lindb. — Одуванчик Дальштедта
- Taraxacum dilatatum H.Lindb. — Одуванчик расширенный
- Taraxacum dissimile Dahlst. — Одуванчик непохожий
- Taraxacum distantilobum H.Lindb. — Одуванчик расставленнолопастный
- Taraxacum distinctum H.Lindb. — Одуванчик отличающийся
- Taraxacum ekmanii Dahlst. — Одуванчик Экмана
- Taraxacum erythrospermum Andrz. ex Besser — Одуванчик красноплодный
- Taraxacum euoplocarpum Markl. — Одуванчик красивоплодный
- Taraxacum falcatum Brenner — Одуванчик серповидный
- Taraxacum fasciatum Dahlst. — Одуванчик полосатый
- Taraxacum fulvum Raunk. — Одуванчик красновато-жёлтый
- Taraxacum geminatum G.E.Haglund — Одуванчик сдвоенный
- Taraxacum haematicum H.Øllg. & Wittzell — Одуванчик кроваво-красный
- Taraxacum haematopus H.Lindb. — Одуванчик кровавоножковый
- Taraxacum hamatilobum Dahlst. — Одуванчик крючковатолопастный
- Taraxacum hollandicum Soest — Одуванчик голландский
- Taraxacum hybernum Steven — Одуванчик осенний, или Крым-сагыз
- Taraxacum insigne M.P.Christ. & Wiinst. — Одуванчик заметный
- Taraxacum isophyllum G.E.Haglund — Одуванчик равнолистный
- Taraxacum karelicum H.Lindb. & Markl. — Одуванчик карельский
- Taraxacum kjellmanii Dahlst. — Одуванчик Чьельмана
- Taraxacum kok-saghyz L.E.Rodin — Кок-сагыз
- Taraxacum laciniosum Dahlst. — Одуванчик многодольчатый
- Taraxacum laticordatum Markl. — Одуванчик широкосердцевидный
- Taraxacum latisectum H.Lindb. — Одуванчик широкодольчатый
- Taraxacum leucoglossum Brenner — Одуванчик белоязычковый, или Одуванчик турьемысский
- Taraxacum linguicuspis H.Lindb. — Одуванчик языкоконечный
- Taraxacum litorale Raunk. — Одуванчик приморский
- Taraxacum longisquameum H.Lindb. — Одуванчик длинночешуйный
- Taraxacum maculatum Jord. — Одуванчик пятнистый
- Taraxacum marginatum Dahlst. — Одуванчик окаймлённый
- Taraxacum marklundii Palmgr. — Одуванчик Марклунда
- Taraxacum maurostigma Markl. — Одуванчик тёмнорыльцевый
- Taraxacum microcranum Markl. ex Markl. — Одуванчик мелкопирамидковый
- Taraxacum mimulum Dahlst. ex H.Lindb. — Одуванчик замаскированный
- Taraxacum obliquilobum Dahlst. — Одуванчик косолопастный
- Taraxacum ostenfeldii Raunk. — Одуванчик Остенфельда
- Taraxacum pallidulum H.Lindb. — Одуванчик бледноватый
- Taraxacum pannulatum Dahlst. — Одуванчик лохматый
- Taraxacum paucijugum Markl. — Одуванчик немноголопастный
- Taraxacum pectinatiforme H.Lindb. — Одуванчик гребенчатовидный
- Taraxacum penicilliforme H.Lindb. — Одуванчик кисточковидный
- Taraxacum planum Raunk. — Одуванчик уплощённый
- Taraxacum platypecidum Diels — Одуванчик плосколисточковый
- Taraxacum proximum (Dahlst.) Raunk. — Одуванчик ближайший
- Taraxacum pseudofulvum H.Lindb. — Одуванчик ложно-красновато-жёлтый
- Taraxacum pulchrifolium Markl. — Одуванчик красиволистный
- Taraxacum pycnolobum Dahlst. — Одуванчик густолопастный
- Taraxacum reinthalii Markl. — Одуванчик Рейнтала
- Taraxacum serotinum (Waldst. & Kit.) Fisch. — Одуванчик поздний
- Taraxacum stellare Markl. — Одуванчик звёздчатый
- Taraxacum sublaciniosum Dahlst. & H.Lindb. — Одуванчик почти-многодольчатый
- Taraxacum tenebricans (Dahlst.) H.Lindb. — Одуванчик темноватый
- Taraxacum tenellisquameum Markl. ex Markl. — Одуванчик тонкочешуйный
- Taraxacum tenuilobum (Dahlst.) Dahlst. — Одуванчик тонколопастный
- Taraxacum tinctum Markl. — Одуванчик окрашенный
- Taraxacum triangulare H.Lindb. — Одуванчик треугольнолопастный
- Taraxacum zhukovae Tzvelev — Одуванчик Жуковой